# Buckley, Illinois
Buckley är en ort i Iroquois County, Illinois, USA.